# Менестей
Менестей (на старогръцки: Μενεσθεύς, Menestheus) в гръцката митология е цар на Атика (1203/2 – 1184/3 пр.н.е.).
Той е син на Петей, синът на Орней, синът на Ерихтоний.  С помощта на Диоскурите той се възкачва на трона на Атика, когато Тезей и Пиритой се намират в подземното царство (Хадес).
Менестей е кандидат на Елена. Затова той участва с 50 кораба в Троянската война. Заедно с Одисей и Талтибий той убеждава цар Кинира от Кипър да участва също във войната.  Менестей е между четиридесетте герои, които се скриват в Троянския кон. Павзаний пише за една бронзова статуя в Браурон на Менестей как слиза от коня. 
След спечелената война той пътува до Мимас и отива в Мелос, където става цар, понеже цар Полианакс точно умрял. 
След смъртта на Менестей цар на Атика става Демофонт, синът на Тезей.